# Здравосмыслов, Владимир Михайлович
Влади́мир Миха́йлович Здравосмы́слов (12 июля 1869, Астрахань, Российская империя — 25 декабря 1944, Лемго, Германия) — выдающийся российский учёный в области микробиологии, эпидемиологии и иммунологии, доктор медицины, профессор, ученик Нобелевского лауреата И. И. Мечникова, заведующий кафедрой бактериологии Пермского университета (1916—1930 гг.), основатель Пермской школы микробиологии, эпидемиологии и иммунологии, создатель и первый директор (1898–1930 гг.) Пермского Бактериологического института (ныне — НПО «Биомед»).

## Биография
В. М. Здравосмыслов родился 12 июля (по др. сведениям - 12 марта) 1869 г. в Астрахани, в семье православного священнослужителя, протоиерея Михаила Константиновича Здравосмыслова.
В семействе кроме Владимира было еще четверо детей: Николай (28.07.1874 — 1922, ученый-агроном), Александр (1877 — 10.03.1906, священнослужитель), Мелитина (01.08.1881 — 09.09.1973, врач-стоматолог), имя ещё одной дочери протоиерея М. К. Здравосмыслова не установлено.
Владимир Михайлович учился в духовной семинарии в Астрахани, в 1895 году окончил медицинский факультет Императорского Казанского университета. После учёбы В. М. Здравосмыслов решил остаться в родном университете на полтора года в качестве ассистента кафедры общей патологии.
В 1897 году В. М. Здравосмыслов по приглашению Пермского губернского земства приехал в Пермь, для организации Пастеровской станции для борьбы с инфекциями, которыми тогда кишел Пермский край (бешенство, оспа, даже — малярия).
После Высочайшего Манифеста 17 октября 1905 года в России стали создаваться политические партии, В. М. Здравосмыслов вступил в конституционно-демократическую партию. В Перми он избирался депутатом городской думы, некоторое время был редактором кадетской газеты «Камский край».
В Перми В. М. Здравосмыслов создал Пастеровскую станцию, первую на Урале, преобразованную в 1911–1912 годах в Бактериологический институт, который с 1922 по 1931 год носил имя своего основателя (Санитарно-бактериологический институт имени профессора В. М. Здравосмыслова).
В 1916 г. в Перми был создан Пермский университет (ныне — ФГБОУ ВПО ПГНИУ), в котором был организован медицинский факультет с несколькими кафедрами в том числе и кафедрой бактериологии, которую с 1916 по 1929 год с перерывами возглавлял В. М. Здравосмыслов.
В 1920 году при отступлении Белой армии из Перми, В. М. Здравосмыслов хотел эвакуировать институт, но в Томске, захваченном большевиками, этого сделать не удалось. В. М. Здравосмыслов вернулся в Пермь.
В одном из советских справочников за 1928 год «Наука и научные работники СССР» В. М. Здравосмыслов упоминается как доктор медицины, профессор Пермского университета, заведующий кафедрой микробиологии, директор Бактериологического института.
В 1931 г. после начала репрессий на учёных (дело «Микробиологов», «Ветеринаров» и др.), большой президиум Пермского городского совета обсуждал следующий вопрос — «О снятии имени Здравомыслова с бактериологического института». Обвинение прозвучало из своей же учёной среды, некто товарищ Моделевич, тоже профессор, обвинил В. М. Здравосмыслова, сказав, что он «является контрреволюционером и вредителем»… После этого и началась бешеная атака на всё, что было связано с добрым именем В. М. Здравосмыслова.
Советское ОГПУ постоянно следило за В. М. Здравосмысловым и его коллегами. В. М. Здравосмыслов был арестован в г. Свердловске 21 января 1931 года. Вместе с девятью своими коллегами и единомышленниками В. М. Здравосмыслов проходил по делу «Микробиологи»; решением коллегии ОГПУ от 5 января 1932 года В. М. Здравомыслов был осуждён по ст. 58 п. 7 УК РСФСР (экономическая контрреволюция, саботаж) и приговорён к высылке на Урал сроком на 3 года (27 марта 1992 года прокуратура Свердловской области полностью реабилитировала В. М. Здравосмыслова).
Будучи в ссылке, В. М. Здравосмыслов продолжал работать. Перед Великой Отечественной войной В. М. Здравосмыслов вместе с женой Милицей Григорьевной Здравосмысловой (урожд. Юрьевской, 21.03.1904, Пермь, Российская империя — 21.01.1984, Ганьи, Франция) работал в Ростове-на-Дону в Бактериологическом институте (ныне — ФБУН «Ростовский научно-исследовательский институт микробиологии и паразитологии» Роспотребнадзора), оставался в городе во время фашистской оккупации, в 1943 году был эвакуирован в Германию. В трофейных немецких документах, хранящихся ныне в Центре розыска и информации Российского Красного Креста, остались сведения о том, что В. М. Здравосмыслов умер 25 декабря 1944 года в городе Лемго (Lemgo), Германия. Его вдова М. Г. Здравосмыслова после смерти мужа прожила 40 лет во Франции, умерла в Русском доме в предместье Парижа, похоронена на русском кладбище в Сент-Женевьев-де-Буа.

## Научная и общественная деятельность
В. М. Здравосмыслов — основатель Пермской школы микробиологии, эпидемиологии и иммунологии, один из лучших учеников Нобелевского лауреата И. И. Мечникова (1845–1916), непосредственно работавший с И. И. Мечниковым в Институте имени Луи Пастера в Париже (Франция) в разные годы. После смерти И. И. Мечникова встал вопрос о размещении и возвращении на родину научного наследия великого учёного, его вдова Ольга Николаевна Мечникова поставила условие: чтобы ей было письмо из России за подписью ближайших учеников и последователей И. И. Мечникова. Такое письмо было написано и в нём поставили свои подписи все виднейшие учёные-микробиологи России, первые четыре автографа из длинного списка принадлежат следующим учёным: Л. Тарасевич, Н. Гамалея, Я. Либерман, В. Здравосмыслов. Наследие (архив) И. И. Мечникова вернулось в Россию, но спустя годы его судьба оказалось печальной, многочисленные переезды из одних институтов в другие не способствовали его сохранению и пополнению фондов, в конечном итоге в 1975 году лучшие экспонаты были переданы в музей истории медицины им. П. Страдыня в Риге, где и остались после отсоединения Латвии от СССР.
В. М. Здравосмыслов — создатель первой на Урале пастеровской станции, развившейся впоследствии в 1912 году в Бактериологический институт Пермского губернского земства (в разные годы носил следующие названия: с 1922 году — Санитарно-бактериологический институт имени В. М. Здравосмыслова, с 1933 года — Институт эпидемиологии и микробиологии Наркомздрава РСФСР, с 1953 года — Научно-исследовательский институт вакцин и сывороток Минздрава СССР, с 1988 года — Научно-производственное объединение «Биомед», в настоящее время — Филиал Федерального государственного унитарного предприятия "Научно-производственное объединение по медицинским и иммунобиологическим препаратам «Микроген» Министерства здравоохранения Российской Федерации — Пермское НПО «Биомед», сокращенно — филиал ФГУП НПО Микроген Минздрава России в г. Пермь «Пермское НПО Биомед»).
В. М. Здравосмыслов — автор многих научных трудов по микробиологии. Вел обширную научную переписку с директорами бакинститутов в Москве, С.-Петербурге, Ростове-на-Дону, Томске, Харькове и др., с учителем И. И. Мечниковым в Париже. Председательствовал на губернских съездах врачей. С первых дней создания бактериологическая лаборатория решала ряд приоритетных задач: обеспечение диагностическими препаратами для индикации возбудителей и серологической диагностики инфекционных заболеваний; разработка и производство специфических лечебно-профилактических средств; практическая помощь медицинским учреждениям в диагностике инфекционных заболеваний; организация противоэпидемических мероприятий по ликвидации эпидемических вспышек; подготовка и повышение квалификации медицинских кадров, особенно лабораторной службы г. Перми и губернии.
В 1900 году в бактериологической лаборатории под руководством В. М. Здравосмыслова изготовили первую серию противодифтерийной лошадиной сыворотки, с 1908 году начался выпуск противоскарлатинозной и противохолерной вакцины (В. М. Здравосмыслов, П. Е. Мартынов), с 1911 года — противодизентерийной вакцины.
Осенью 1909 года была создана Всероссийская лига по борьбе с туберкулёзом. 14 ноября 1911 года был организован Пермский отдел Всероссийской Лиги по борьбе с туберкулезом, который возглавил В. М. Здравосмыслов будучи директором Пермского бактериологического института. Под эгидой Лиги развернулась широкая противотуберкулезная пропаганда: чтение лекций, организация передвижных музеев, летних лагерей для слабогрудных детей, бесплатных столовых для чахоточных больных, проводились благотворительные акции — праздник «белого цветка».
В 1911 году на базе бактериологической лаборатории решением собрания губернского земства создается Бактериологический институт с несколькими отделами, в том числе химико-гигиеническим, антирабическим, ветеринарным и др.
В 1913 г. за достигнутые успехи в этот период Бактериологический институт получил Почётный отзыв гигиенической выставки в Дрездене и Почётный диплом Всероссийской гигиенической выставки.
Позднее, уже после ареста В. М. Здравосмыслова, в 1931 году в Перми на базе медицинского факультета ПГУ была создана Пермский медицинский институт (ныне — ГБОУ ВПО ПГМА им. ак. Е. А. Вагнера Минздрава России), в состав которой входил фармацевтический факультет, преобразованный впоследствии в Пермскую государственную фармацевтическую академию (ныне — ГБОУ ВПО ПГФА Минздрава России). В этих научных и образовательных школах Перми были организованы кафедры микробиологии и эпидемиологии, которые после репрессирования В. М. Здравосмыслова, возглавили его ученики (А. В. Пшеничнов А. В., Б. И. Райхер и др.) и последующие руководители Бакинститута (Г. П. Розенгольц, А. А. Брюханова, А. М, Глебова).
С 1922 по 1931 год институт носил имя своего основателя (Пермский Санитарно-Бактериологический Институт имени профессора В. М. Здравосмыслова).
В 1933 году, будучи репрессирован, выступил редактором первого тома Трудов Свердловского института микробиоглогии и эпидемиологии, в 1936 году — редактором книги «Вопросы иммунитета, группа coli-typhus, водные вибрионы, микрофлора сточных вод», изданной в Ростове-на-Дону, в 1940 году опубликовал научную статью в четвёртом сборнике Свердловского института экспериментальной медицины.

## Научные труды
- Определение белков крови различных животных в желудках Anopheles реакцией преципитации. Баджиев Г. И., Здравосмыслов В. М. Москва. Журн. эксперим. биол. и мед., 1927, № 18, С. 17–42.
- Вопросы иммунитета, группа coli-typhus: водные вибрионы, микрофлора сточных вод. Под ред. проф. Миллера А. А. (отв. ред.), проф. Здравосмыслова В. М., д-ра Орлова В. А. (отв. секретарь). 1936. Известия Азово-Черноморского краевого научно-исследовательского института микробиологии и эпидемиологии в Ростове на Дону (б. Микробиологический институт). Вып. 15.
- К вопросу о биологии туберкулезных бактерий и приготовлений противотуберкулезных сывороток. Здравосмыслов В. М. Москва. Госиздат, 1928. Посвящено С. В. Коршуну по поводу 35-летия его деятельности. Журнал микробиологии, патологии и инфекционных болезней. 1928, № 5, № 3, С. 302–315.
- Нечто новое к вопросу о биологии бактерий. Здравосмыслов В. М. Пермь. Известия биологического научно-исслед. ин-та при Пермском ун-те. 1926, № 4, № 9.
- Новые данные к построению химической теории иммунитета: опыт искусственного получения антител in vitro при действии трипсином. Здравосмыслов В. М., Костромин М. Е. Харьков. «Профилактическая медицина», 1923, № 5–6.
- Получение искусственных гемолизинов in vitro ферментативным путём. Здравосмыслов В. М., Карнаухова Е. И. Москва. Изд. ин-та Наркомздрава им. Пастера. Журнал экспериментальной биологии и медицины. 1926–1927, № 12, С. 380–394.
- Свойства дифтерийного токсина 14-летней давности. Здравосмыслов В. М. Москва. Изд. ин-та Наркомздрава им. Пастера. Журнал экспериментальной биологии и медицины. 1925, № 2, С. 131–138.
- Аллергия, дифтерия, туляремия, бруцеллез, дизентерия. Под ред.: Янович Т. Д. (отв. ред.), Проф. Здравосмыслова В. М., Взорова В. И. 1939. Известия Ростовского областного научно-исследовательского института микробиологии и эпидемиологии в Ростове на Дону. Вып. 17.
- Труды Уральского областного института микробиологии и эпидемиологии. Т. 1. Вып. 1. Дир. Ин-та д-р Шутов Н. С.. 1933–1942.